# 第百六十五号哨戒特務艇
第百六十五号哨戒特務艇（だいひゃくろくじゅうごごうしょうかいとくむてい）は、日本海軍の特務艇（哨戒特務艇）。第一号型哨戒特務艇の66番艇。戦後沈没した。

## 艇歴
マル戦計画の特務艇、第2121号艦型の165番艇、仮称艦名第2285号艦として計画。1944年11月5日、第百六十五号哨戒特務艇と命名されて第一号型哨戒特務艇の62番艇に定められ、本籍を佐世保鎮守府と仮定。1945年4月20日、船体概成により林兼重工業株式会社から佐世保海軍工廠へ引き渡し。5月15日竣工し、本籍を佐世保鎮守府に定められ、連合艦隊第二十二戦隊第二監視艇隊に編入。5月、6月ともに哨戒線への出撃はしていない。
7月1日、第二監視艇隊から削除され舞鶴鎮守府伏木港湾警備隊に編入。
終戦時は横須賀に所在。戦後、横須賀で沈没した。
1947年2月1日、行動不能艦艇（特）に定められた。5月3日、海軍編制の廃止に伴い除籍された。11月22日、在東京アメリカ極東海軍司令部から日本に対し、本艇の解体が指令された。